# Mancomunidad de Servicios de la Comarca de Sangüesa
La Mancomunidad de Servicios de la Comarca de Sangüesa es un ente supramunicipal español constituido en 1993 que agrupana a los municipios de la Comarca de Sangüesa, y a otros de la Zona Media de Navarra. Sus competencias abarcan el abastecimiento y saneamiento de agua en alta, la recogida y tratamiento de residuos sólidos urbanos, y los servicios sociales de base.
Tiene su sede en el municipio de Sangüesa

## Municipios integrantes
La mancomunidad está integrada por los municipios de: Aibar, Cáseda, Eslava, Ezprogui, Gallipienzo, Javier, Leache, Lerga, Liédena, Lumbier, Petilla de Aragón, Romanzado, Sada, Sangüesa, Urraúl Alto, Urraúl Bajo y Yesa.

## Gobierno y administración
Los órganos de gobierno y administración de la Mancomunidad de Servicios de la Comarca de Sangüesa son el presidente, el vicepresidente, la Asamblea General y la Comisión Permanente.

### Presidente de la Mancomunidad
El presidente es elegido por la Asamblea General cada cuatro años, después de celebradas las elecciones municipales, de entre los alcaldes y concejales de los municipios mancomunados que ostenten la condición de vocales de la Asamblea.
| Periodo   | Presidente                    | Municipio | Cargo municipal | Partido político |
| --------- | ----------------------------- | --------- | --------------- | ---------------- |
| 1995-1999 | Martín Lozano Obanos          | Sangüesa  | concejal        | PSN-PSOE         |
| 1999-2003 | José Luis Val Huesa           | Sangüesa  | concejal        | AISS             |
| 2003-2008 | José Daniel Plano Izaguirre   | Sangüesa  | alcalde         | AISS             |
| 2008-2011 | Jesús Antonio Esparza Iriarte | Cáseda    | alcalde         | ASZC             |
| 2011-2015 | Jesús Antonio Esparza Iriarte | Cáseda    | alcalde         | ASZC             |
| 2015-2019 | Lucía Echegoyen Ojer          | Sangüesa  | concejal        | APS-ZTP          |
| 2019-     | Javier Solozábal Amorena      | Sangüesa  | concejal        | AISS             |

## Abastecimiento de agua
La mancomunidad gestiona el abastecimiento de agua en alta. La mancomunidad dispone de una estación de tratamiento de agua potable situada en Yesa, que fue ampliada en 2011. La instalación cuenta con depósito de agua decantada de 350 metros cúbicos, así como instalaciones para la dosificación automática de reactivos.
Esta potabilizadora toma agua del Embalse de Yesa desde el Canal de Bardenas.

## Gestión de los residuos urbanos
La Mancomunidad gestiona los residuos urbanos a través de su recogida selectiva, que afecta a las diferentes fracciones: materia orgánica y resto, envases, papel-cartón y vidrio. La Mancomunidad participa en el Consorcio de Residuos de Navarra.
Los residuos orgánicos y de la fracción resto (contenedor verde) son trasladados a la planta de tratamiento de El Culebrete. Los envases recogidos son trasladados la planta de selección de Peralta para su posterior aprovechamiento y reciclaje.
En 2011 se inauguró la estación de transferencia de residuos de Sangüesa, que permite el transporte de los residuos hasta sus centros de tratamiento. La estación da servicio a las mancomunidades de Sangüesa, Irati (antes Zona 10), Esca-Salazar y de Bidausi.

## Antiguo vertedero de La Celada, Sangüesa
El antiguo vertedero de La Celada, en Sangüesa, cesó su actividad en 2007.